# Erythmelus pauciciliatus
Erythmelus pauciciliatus är en stekelart som beskrevs av Girault 1938. Erythmelus pauciciliatus ingår i släktet Erythmelus och familjen dvärgsteklar. Inga underarter finns listade i Catalogue of Life.